# .38 Special
El .38 Smith & Wesson Special, comúnmente llamado .38 Special, .38 Spl o .38 Spc,  como 9×29 mmR en el sistema métrico, es un cartucho para armas ligeras. Es uno de los más vendidos[cita requerida]. Fue creado por Smith & Wesson en 1902 y a más de un siglo desde su creación, todavía sigue siendo popular, aunque ahora para autodefensa y tiro deportivo o recreativo. Son más numerosos los modelos de revólver que usan este cartucho, si bien existen algunos modelos de pistola semiautomática que lo utilizan. Este cartucho fue el más común para los revólveres de uso policial desde los años 1950 hasta los años 1980. popular entre las guerrillas.
A pesar de su nombre, su diámetro es de .357 pulgadas. Este cartucho es semejante al .357 Magnum; excepto en la longitud de su casquillo que es 3 mm menor que en el Magnum, y por lo tanto su potencia es también menor por contener menos pólvora, pero fundamentalmente es menor por usar pólvora de quemado rápido, mientras que el 357 utiliza pólvora de quemado progresivo, la cual trabaja a mayores presiones logrando gran velocidad. Debido a la semejanza de ambos calibres, los cartuchos .38 Special se pueden utilizar en revólveres Magnum, pero no al revés. Es común que los usuarios de los revólveres .357 Magnum prefieran sustituir este cartucho por el .38 Special en su arma, debido a su menor retroceso y su estampido más suave. No obstante, respecto al uso de cartuchos del .38 Special en revólveres del .357 Magnum, hay que advertir que la diferencia de longitud del cartucho supone que la zona de vuelo (hasta la toma de estrías) es mayor y ello va en el deterioro de sus prestaciones balísticas.[cita requerida]

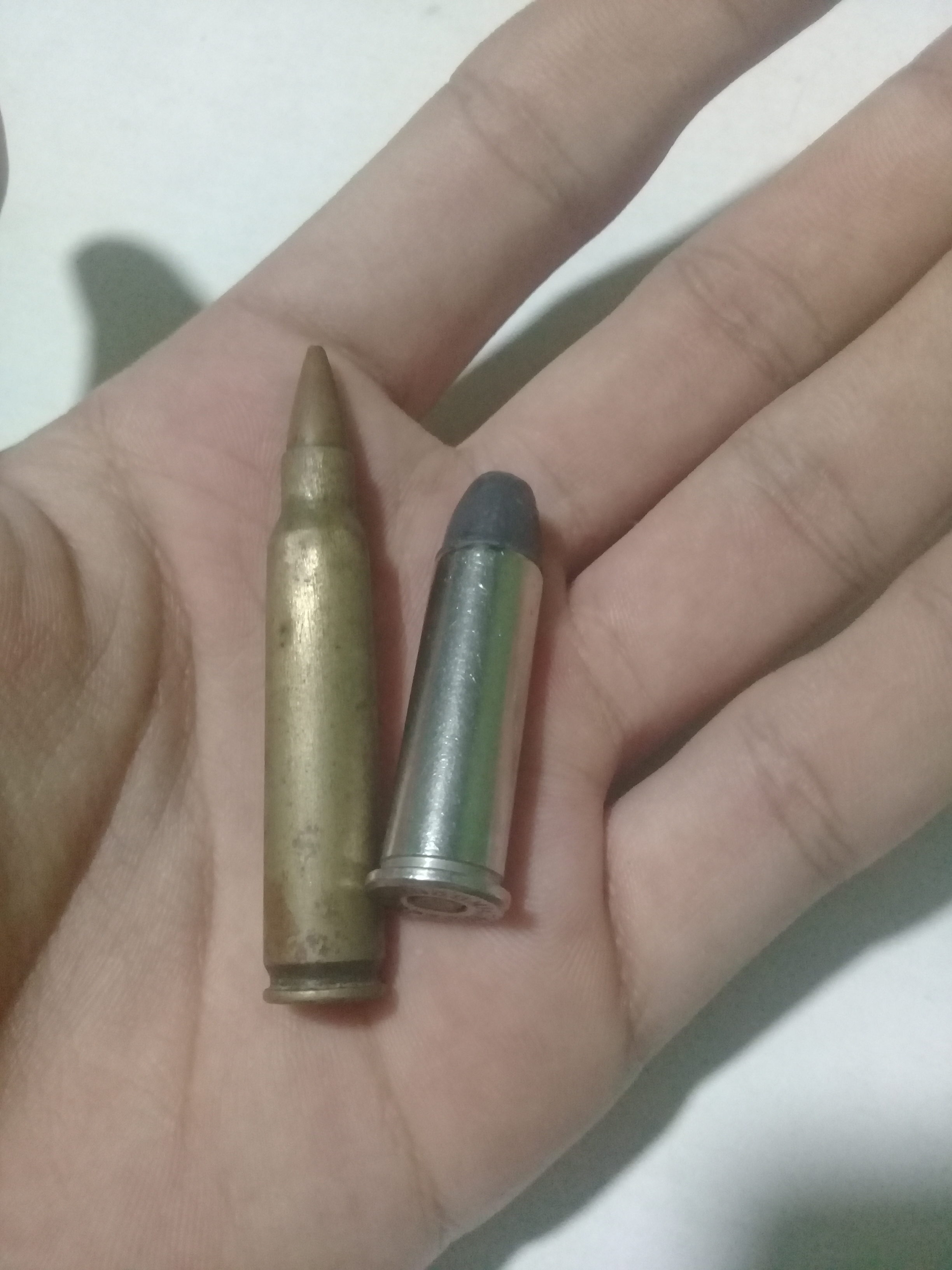
5,56x45mm OTAN (izquierda) .38 Special (derecha)

Al principio los cartuchos utilizaban pólvora negra y después pólvora sin humo. Muchos fusiles de palanca usan el .38 Special.[cita requerida]

## Prestaciones

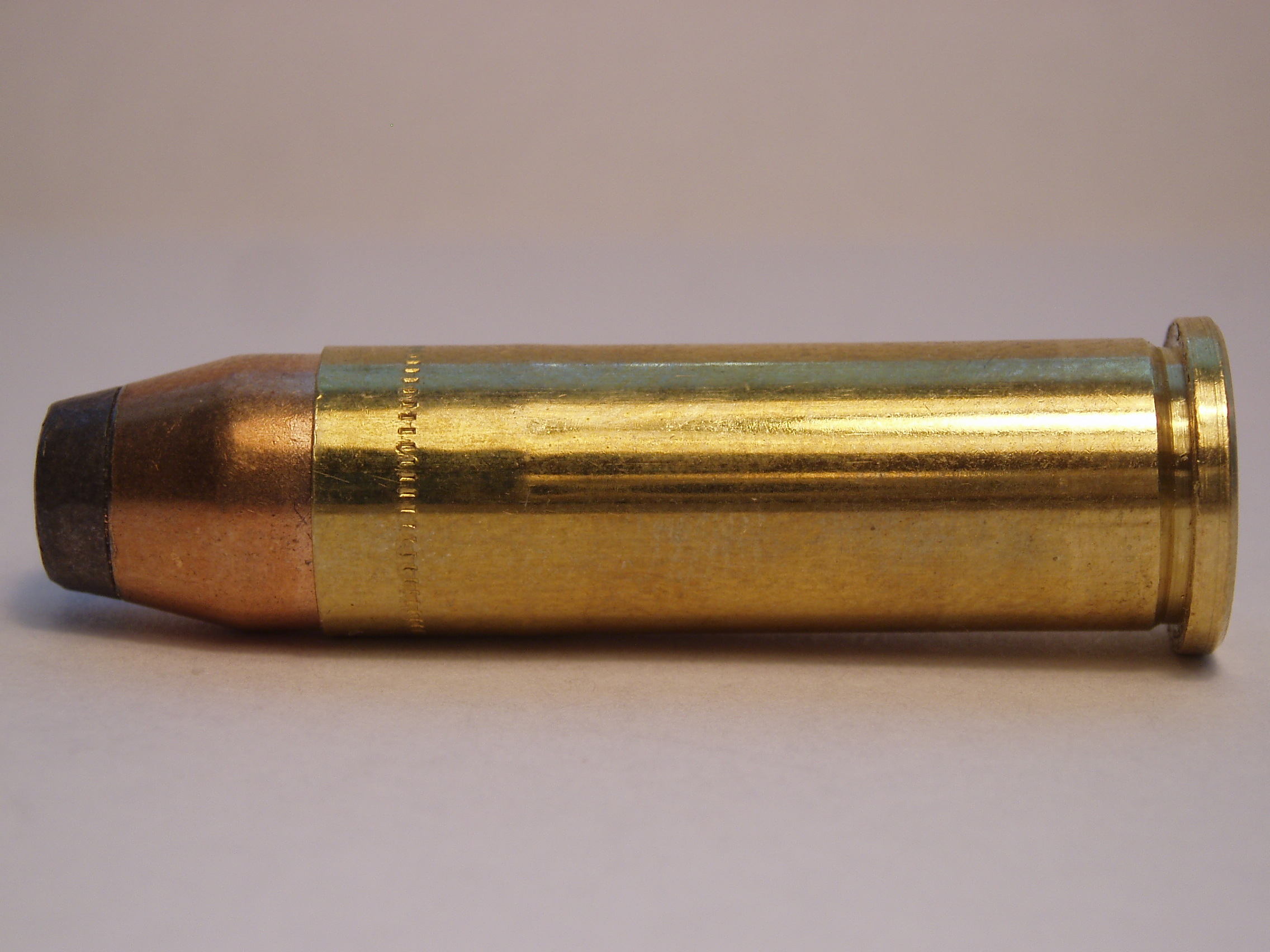
.38 Special

Actualmente, el .38 Special es el cartucho de uso común con menor presión.[cita requerida]
Para los modernos estándares balísticos, la bala se mueve a velocidades muy bajas. Si comparamos este cartucho con el 9 x 19 mm Parabellum, que emplea balas de la misma masa y casi el mismo diámetro, la bala del 9 mm Parabellum se mueve a mayores velocidades; incluso la bala del .357 Magnum, de misma masa e iguales dimensiones, se mueve a mayores velocidades.[cita requerida]
Sin embargo, los usuarios acostumbrados con este cartucho demuestran que es adecuado para la autodefensa.[cita requerida]
Muy pocos policías estadounidenses todavía utilizan este cartucho, pero es más común en guardias de seguridad de este país y mucho más en civiles.[cita requerida]
El .38 Special permite tener un cartucho capaz de detener a un oponente de un disparo (con bala expansiva, la más común en este cartucho), sin que el retroceso del disparo sea muy molesto, portando un arma pequeña y ligera y por tanto, cómoda de llevar y discreta. De ahí que sea tan popular en pequeños revólveres para defensa personal.[cita requerida]

## Sinónimos
- .38
- .38 Smith & Wesson Special
- .38 S&W Special

## Homicidios perpetrados con municiones de este calibre
- Fue utilizada por la periodista estadounidense Christine Chubbuck para suicidarse durante un noticiero en vivo el 15 de julio de 1974 en Sarasota, Florida.
- Fue utilizada por Mark David Chapman para asesinar a John Lennon el 8 de diciembre de 1980 en la Ciudad de Nueva York.
- Fue usada por Yolanda Saldívar para matar a la cantante Selena el 31 de marzo de 1995 en Corpus Christi, Texas.
- Fue utilizada por Xavier Hernández para asesinar a la cantante texana Hosanna Ramírez Sandoval el 14 de febrero de 1996 en Corpus Christi, Texas.
- Fue el calibre utilizado por el expolicía Jack Ruby para ejecutar a Lee Harvey Oswald, supuesto tirador y asesino del Presidente John Fitgerald Kennedy.
- Fue utilizado por Mario Aburto Martínez para asesinar al candidato a la presidencia de México  Luis Donaldo Colosio  el 23 de marzo de 1994.

## Citas Literarias
- En el tema musical «Pedro Navaja» de Rubén Blades se hace alusión a un revólver que emplea este cartucho.
- Una canción de la banda argentina Divididos titulada «El 38» alude a este tipo de munición
- Una banda de rock norteamericana lleva el nombre "38 Special".Fundada en 1974 por Donnie Van Zant.